# Humboldt (cráter)

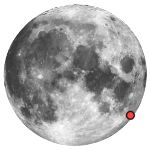
Localización sobre el globo lunar

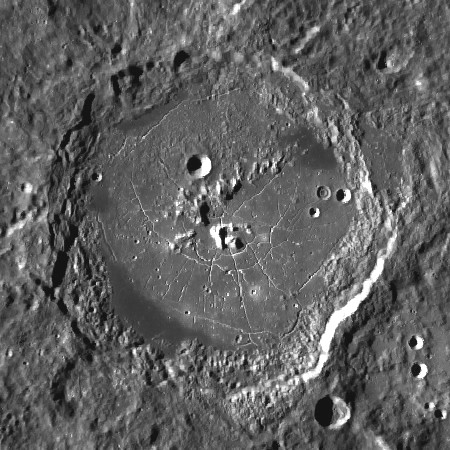
Fotografía de la misión Lunar Reconnaissance Orbiter

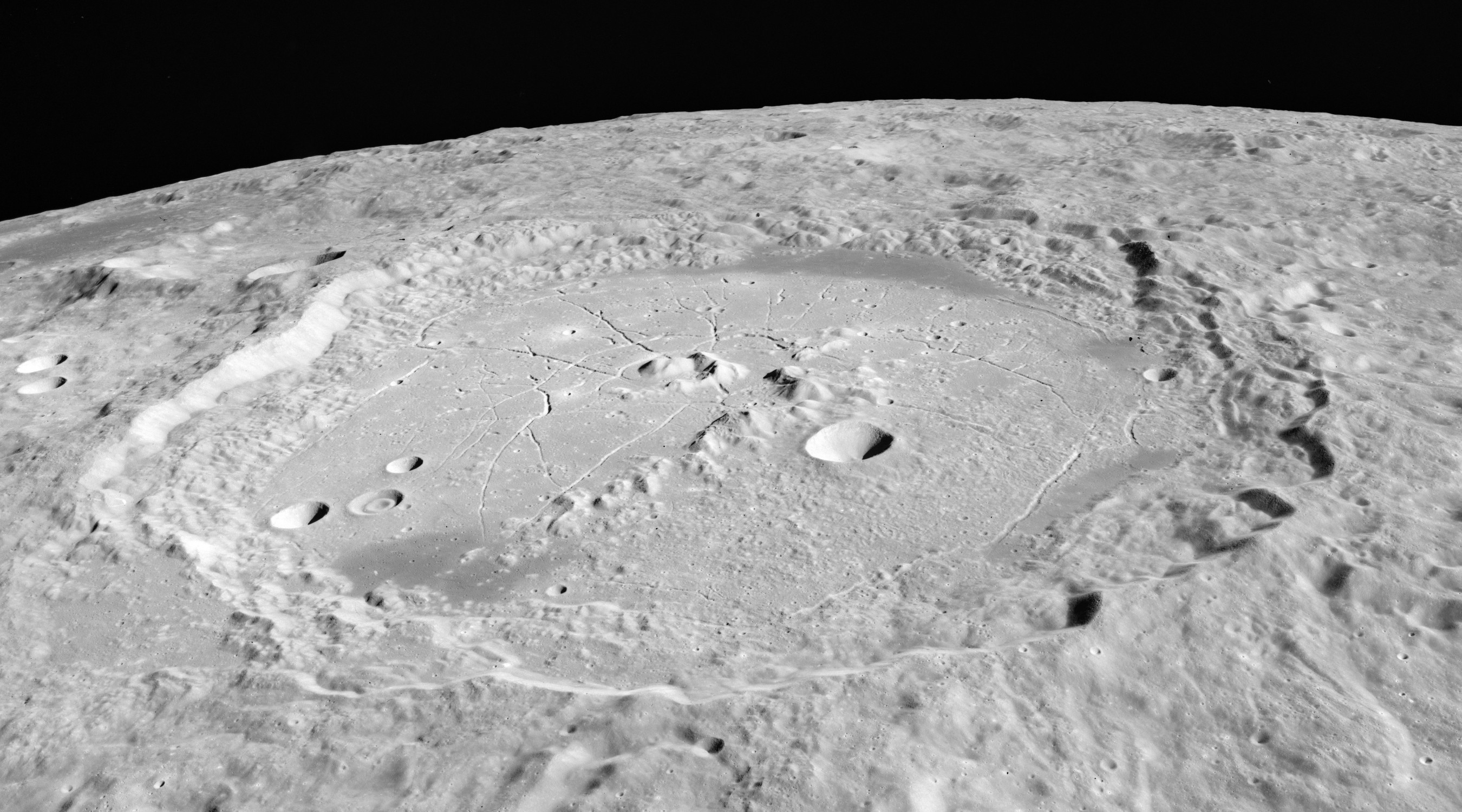
Fotografía de la misión Apolo 15

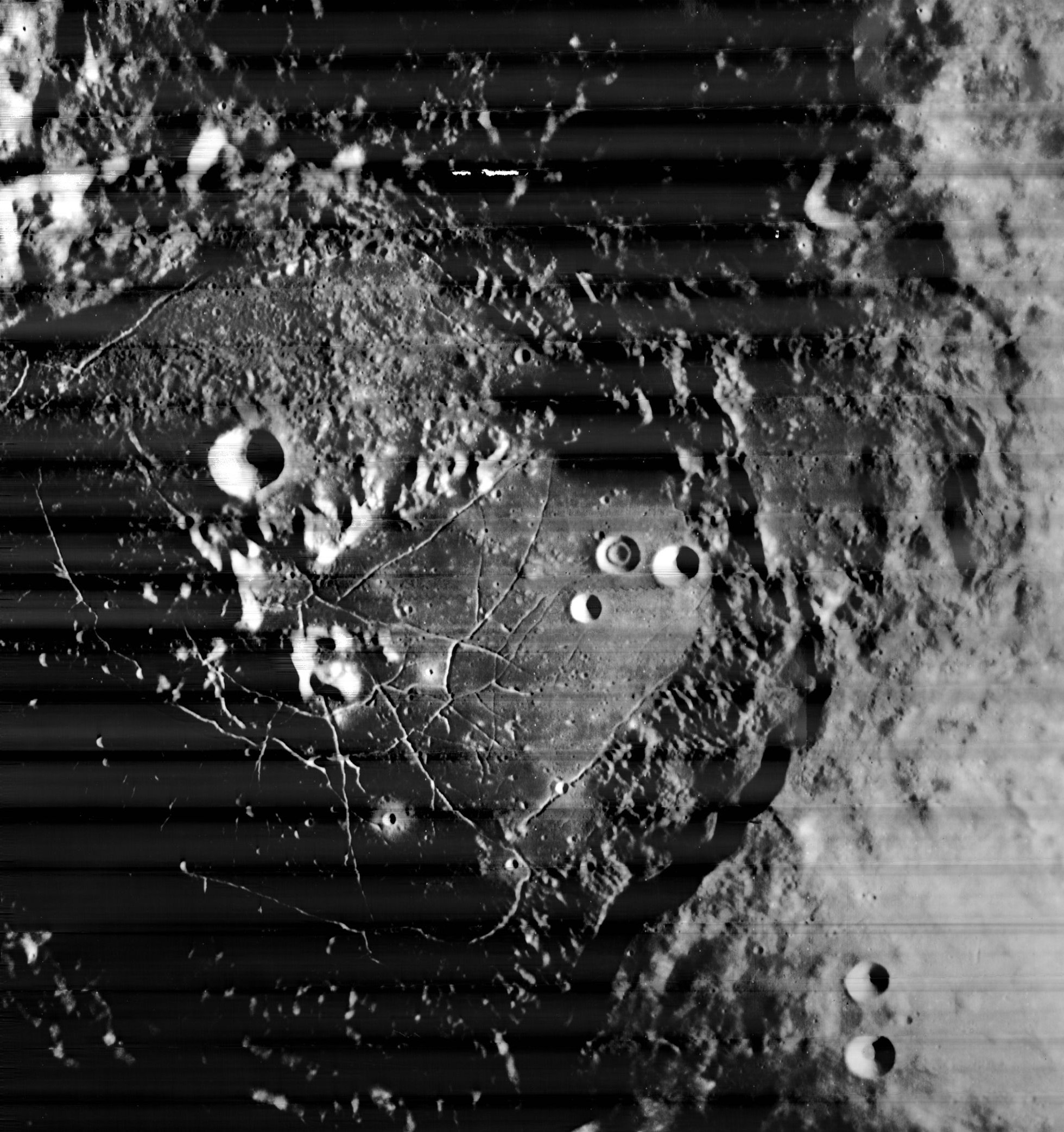
Fotografía de la misión Lunar Orbiter 4 (1967)

Humboldt es un gran cráter de impacto que se encuentra cerca de la extremidad oriental del Luna. Debido al escorzo, esta formación tiene un aspecto extremadamente oblongo. La forma real del cráter es un círculo irregular, con una indentación significativa a lo largo de la orilla suroriental, donde es invadido por el prominente cráter Barnard. Al norte-noroeste de Humboldt se halla el gran cráter Hecataeus. Phillips está unido al borde occidental.
El borde de Humboldt es bajo, desgastado, y de contorno irregular. El pico central forma un grupo de colinas sobre el suelo del cráter. La superficie del fondo contiene una red de rimae que forman un patrón de grietas radiales y arcos concéntricos. También aparecen algunas zonas irregulares oscuras situadas cerca de las paredes al noreste, noroeste, y sureste. Una catena de cráteres se halla situada junto al borde noroeste del cráter, alcanzando una distancia casi tan larga como la anchura del cráter. Esta formación se denomina Catena Humboldt. Debido a su ubicación cerca de la extremidad lunar, no se conoció en detalle hasta que fue fotografiado por una nave espacial en órbita (principalmente la misión Lunar Orbiter 4).
|  |

## Cráteres satélite
Por convención estos elementos se identifican en los mapas lunares colocando la letra en el lado del punto medio del cráter que está más cerca de Humboldt.
|          | \| Humboldt \| Coordenadas \| Diámetro \| \| -------- \| ----------------------------- \| -------- \| \| B \| 30°54′S 83°42′E / -30.9, 83.7 \| 21 km \| \| N \| 26°00′S 80°30′E / -26.0, 80.5 \| 14 km \| |          |
| Humboldt | Coordenadas | Diámetro |
| B        | 30°54′S 83°42′E / -30.9, 83.7 | 21 km    |
| N        | 26°00′S 80°30′E / -26.0, 80.5 | 14 km    |